# Новониколаевка (Орехово-Зуевский район)
Новониколаевка — деревня в Орехово-Зуевском муниципальном районе Московской области. Входит в состав сельского поселения Белавинское. Население — 33 чел. (2010).

## Расположение
Деревня Новониколаевка расположена в восточной части Орехово-Зуевского района, примерно в 20 км к юго-востоку от города Орехово-Зуево. Высота над уровнем моря 155 м.

## История
В конце XIX — начале XX века деревня входила в Яковлевскую волость Покровского уезда Владимирской губернии.
В 1926 году деревня входила в Старо Покровский сельсовет Яковлевской волости Орехово-Зуевского уезда Московской губернии.
До 2006 года Новониколаевка входила в состав Белавинского сельского округа Орехово-Зуевского района.

## Население
В 1905 году в деревне проживало 84 человек (17 дворов). В 1926 году — 159 человек (68 мужчин, 91 женщина). По переписи 2002 года — 12 человек (8 мужчин, 4 женщины).
| 1926 | 2002 | 2006 | 2010 |
| ---- | ---- | ---- | ---- |
| 159  | ↘12  | ↗13  | ↗33  |